# The Dark Tower (2017)
The Dark Tower is een Amerikaanse western-actie-fantasyfilm uit 2017, geregisseerd door Nikolaj Arcel en gebaseerd op de gelijknamige boekenserie van Stephen King.

## Verhaal
Jake Chambers is een elfjarige avonturier die aanwijzingen ontdekt over een parallelle dimensie, Al-Wereld genaamd. Wanneer hij in de Al-Wereld terechtkomt, ontmoet hij Roland Deschain (The Gunslinger) die op zoek is naar de Donkere Toren, dat het nexus-punt is tussen tijd en ruimte. Hij is ook op zoek naar de kwaadaardige tovenaar genaamd The Man in Black die het heelal en het bestaan van alles bedreigt.

## Rolverdeling
| Acteur              | Personage                                   |
| ------------------- | ------------------------------------------- |
| Idris Elba          | Roland Deschain/The Gunslinger              |
| Matthew McConaughey | Walter o'Dim/Walter Padick/The Man in Black |
| Tom Taylor          | Jake Chambers                               |
| Claudia Kim         | Arra Champignon                             |
| Fran Kranz          | Pimli                                       |
| Abbey Lee Kershaw   | Tirana                                      |
| Jackie Earle Haley  | Sayre                                       |
| Katheryn Winnick    | Laurie Chambers                             |
| Dennis Haysbert     | Steven Deschain                             |
| Michael Barbieri    | Timmy                                       |
| José Zúñiga         | Dr. Hotchkiss                               |
| De-Wet Nagel        | Taheen Tech                                 |

## Productie
Regisseur Ron Howard, producer Brian Grazer en scenarioschrijver Akiva Goldsman zijn van plan om boekenserie te verfilmen in drie films en twee tv-seizoenen. De eerste ideeën over de boekverfilmingen waren er tussen 2007 en 2009 door J.J. Abrams en IGN Movies maar gingen niet door. NBC Universal ketste het project in juli 2011 af, ook Warner Bros en HBO zetten het project niet door. In april 2015 maakte Sony bekend samen met Media Rights Capital het project de co-produceren en -financieren.
De filmopnamen gingen van start in april 2016 in Zuid-Afrika en er werden ook in New York scenes opgenomen.  De geplande première werd verschoven van februari naar 28 juli 2017 en later naar 4 augustus 2017. 
Voor zijn officiële release in de bioscopen ging de film op 31 juli in première in het Museum of Modern Art in New York. De film kreeg geen goede kritieken van de filmcritici met een score van amper 18% op Rotten Tomatoes.